# Poppea kovari
Poppea kovari är en insektsart som beskrevs av Frederick Byron Plummer. Poppea kovari ingår i släktet Poppea och familjen hornstritar. Inga underarter finns listade i Catalogue of Life.